# Štefan Janšák
Štefan Janšák (Aszós, 1886. szeptember 14. – Pozsony, 1972. július 8.) szlovák építészmérnök, régész, diplomata és író.

## Élete
A Szenicei járásbeli Aszósról, egy kisgazda-iparos családból származott. A gazdasági nehézségek ellenére a helyi népiskola után apja a hodoníni reálgimnáziumban taníttatta. A népiskola elvégzése után a brünni Technikai Főiskolára jelentkezett, ahol 1914-ben szerezte meg mérnöki diplomáját. Politikai és írói munkássága már a főiskolai évek alatt elkezdődtek. 1909-ben Losoncon felkereste Ľudovít Bazovskýt. Ugyanezen évben a népművelői tevékenységéért perbe fogták, ám ennek ellenére sikerült befejeznie a tanulmányait.
1910–14 között a Nová domová pokladnica nevű kalendárium szerkesztője volt, illetve a szakolcai dr. Pavol Blaha bankjának intézője lett. Népművelői és előadói tevékenységét az első világháború alatt is folytatta, még a katonai szolgálata alatt, 1916–1918 között is. Mivel a panszlavista nézetei miatt nem volt „kívánatos” a frontról való visszatérte, és erről valahogy tudomást szerzett, súlyos betegséget szimulált. Így sikerült a biztos halált elkerülnie és 1918 májusában a katonai szolgálatból épségben hazatérnie. Ekkor asszisztensi állást kapott a brünni Technikai Főiskolán, ahol a háború befejezése és a monarchia szétesése találta. Ezután visszatért Szlovákiába és az új közös állam szervezésében vett részt. Az úgynevezett első szlovák kormányban (1918, szakolcai székhellyel, majd Zsolnán, ahonnan 1919 februárjában Pozsonyba költözött) mint a technikai ügyosztály megbízottja (titkár) vett részt. 1945 után a Szlovák Nemzeti Tanács nevében a háború által elpusztított ország újjáépítésében volt nagy szerepe. Különösképpen Szlovákia úthálózatának fejlesztésén dolgozott egészen 1948-ig, amikor nyugalomba vonult.
A két háború között a szlovákiai Csehszlovák Mérnökök Egyesületének elnöke, a pozsonyi Kereskedelmi és Ipari kamara és a Szlovák Iparosok Szövetségének tagja volt.
Amatőr régészként Jan Eisner mellett a szlovák régészet alapító atyái közé emelkedett. Elsősorban előadásokat tartott, majd később úttörő munkát végzett a szlovákiai ásatások terén. A Szlovák Muzeális Társaság (szk. Muzeálna slovenská spoločnosť) kabineti felszólalója lett a közgyűléseken, a negyvenes években pedig az elnöki funkciót látta el. Egy ideig a társaság kiadványának szerkesztője. Hosszú éveken át a Régészeti bizottság szlovák mellékének a titkára. A régészet terén végzett munkásságáért 1947-ben tiszteletbeli doktorátust kapott a Comenius Egyetemtől.
Már 1920-ban részt vett a Magyarországgal folyó béketárgyalásokon; előkelő szerepe volt a dunai komisszióban; 1920–1924 között fontos gazdasági szerződések megkötésében vett részt, illetve 1938-39-ben a delimitációs (határkijelölő) szlovák–magyar bizottság elnöke volt. Mint diplomata a francia jóbaráti viszony ápolásán fáradozott. Több francia irodalmi művet lefordított. Hosszú időn keresztül a pozsonyi Alliance Française egyesület elnökeként is működött, és nagyban hozzájárult a pozsonyi francia tanítási nyelvű gimnázium megnyitásához.
Hajlott korában elsősorban mint tudós és pedagógus működött. Hosszú időn át (az alapításától a haláláig) az akadémia mellett működő Szlovák Régészeti Társaság (szk. Slovenská archeologická spoločnosť pri SAV) elnöke. 1948-ban a Comenius Egyetem mint külsős professzort alkalmazta a régészeti oktatásban, ahol 1957-ig működött közre. 1956–1960 között a Pedagógiai Főiskolán is oktatott. 1968-ig a pozsonyi Numizmatikai Társaságnak is elnöke volt. Hatalmas obszidián-gyűjteménye ma a turócszentmártoni Kmetianum tulajdona. Súlyos betegségben hunyt el; a pozsonyi Fülemüle-völgy (szlovákul Slávičie údolie) temetőjében nyugszik.

## Művei
- 1912/1932 Daniel G. Lichard – životopisný nástin. Skalica/Bratislava
- 1920 Mierová smluva s maďarmi – niekoľko poznámok na maďarské požiadavky. Bratislava
- 1930/1932/1938 Staré osídlenie Slovenska. Turčiansky sv. Martin
- 1932 Slovensko v dobe uhorského feudalizmu. Hospodárske pomery od r. 1514 do r. 1848
- 1932 Les conditions sociales dans l'ancienne Hongrie et la situation de la Slovaquie. Prague
- 1935 Život Štefana Fajnora. Kultúrne historický obraz
- 1935 Praveké sídliská s obsidiánovou industriou na východnom Slovensku
- 1942/1991 Andrej Kmeť. Turčiansky sv. Martin
- 1934/1944 Lovci Hlinených Perál
- 1944 Umenie v živote dr. Pavla Blahu. Bratislava
- 1947 Život Dr. Pavla Blahu I–II. Slovenské národné hnutie na prahu XX. storočia
- 1948 Hospodárske a sociálne príčiny revolúcie r. 1848. Bratislava
- 1948 Predveké Slovensko. Bratislava
- 1953 Robotník v službách vedy – o záchrane predvekých pamiatok. Martin
- 1955 Základy archeologického výskumu v teréne. Bratislava
- 1963 Z dejín humanistických učených spoločností v Uhorsku, Vlastivedný časopis (Pamiatky a múzeá) 12/3., 141–143.
- 1966 Brány do dávnoveku. Bratislava
- 1967 Holíčska krásna Helena. Bratislava
- 1971 Boli časy, boli... Spomienky na roky mladosti. Bratislava
- 1973 Posledný suplikant. Dôjmy a zážitky z ciest žobravého študenta. Bratislava
- 1986 Brány do dávnoveku. Bratislava
- 1996 Súčasníci o Trianone. Bratislava (tsz. Ladislav Deák)
- 2006 Vstup Slovákov medzi slobodné národy – (ako sa zrodila prvá republika) – fakty, spomienky a úvahy o prevratových rokoch, 1918-1919

### Fordításai
- 1942 Montesquieu, Ch.: Considérations sur les causes de la grandeur des Romains et de leur décadence (O veľkosti Rimanov a ich úpadku)
- 1942 Diehl, Ch.: Postavy byzantských dejín
- 1955 Acsády Ignác: A magyar jobbágyság története. (Dejiny poddanstva v Uhorska). Bratislava

## Kitüntetései
- Munka Érdemrend (szk. Rád práce)
- Andrej Kmeť-díj (szk. cena Andreja Kmeťa)
- 1957-ben az ő 70. születésnapjának tiszteletére jelent meg a Študijné Zvesti 2. száma.
- 1991 Tomáš Garrigue Masaryk-rend III. osztálya posztumusz

### Emléke
- 1999 Historická panoráma – Štefan Janšák, dokumentumfilm-sorozat
- 2006/2007 telén kiállítás a fényképészi munkásságáról a SZNM-ban (Kmeť születésének 165., Janšák 120. évfordulójának apropója kapcsán)

## Külső hivatkozások
- Verejná správa 2001
- Štefan Janšák a obec Prietrž